# Codices Latini Antiquiores
Die Codices Latini Antiquiores (meist kurz C.L.A. oder CLA) sind ein Katalog aller heute bekannten lateinischen Handschriften, die vor dem 9. Jahrhundert hergestellt wurden. Das Projekt wurde von Elias Avery Lowe 1929 angeregt, von 1936 und bis zu seinem Tod 1969 leitete er es selbst. Die C.L.A. wurden früh als bahnbrechendes Werk wahrgenommen und gelten bis heute als eines der wichtigsten Hilfsmittel der Paläographie und Kodikologie.

## Inhalt und Ausgaben
Der Katalog enthält nur Bücher von literarischem Inhalt in einem sehr weiten Sinne (u. a. auch Gesetzestexte), jedoch keine Briefe oder Urkunden. Erfasst wurden alle Handschriften unabhängig von Form (Rolle oder Codex) und Erhaltung (vollständig oder Fragment). Auch die zeitliche Grenze ist großzügig ausgelegt; auch Handschriften, die vielleicht erst nach 800 entstanden sind (aber vielleicht noch vorher), wurden erfasst.
Jeder Codex bzw. jeder Titel in einem Codex ist durch eine Zusammenfassung seines Inhalts, eine Beschreibung des Erhaltungszustands, des Schrifttyps, des wahrscheinlichen Erstellungsortes und Alters sowie seiner Überlieferungsgeschichte dokumentiert. Besondere Aufmerksamkeit wird der Art und der Häufigkeit der Abkürzungen geschenkt; auch Art und Verwendung der Interpunktszeichen werden erfasst. Zudem ist stets mindestens eine Schwarz-Weiß-Fotografie im Maßstab 1:1 beigegeben.

## Aufbau, Nachdruck und verwandte Unternehmen
Die Codices Latini Antiquiores bestehen aus elf nach Aufbewahrungsländern gegliederten Bänden, einem Supplementband von 1971 und zwei Ergänzungen (‚Addenda‘) von 1985 und 1992. Der zweite Band zu Handschriften in Großbritannien und Irland erschien 1972 in zweiter Auflage. Der Nachdruck der C.L.A. von 1988 ist nicht nur qualitativ schlechter, sondern auch deutlich kleiner als das Original. Letztere Veränderung ist allerdings weder erwähnt noch erkennbar, da die Originalausgabe bei den Bildern auf Längenmaßstäbe verzichtet.
Für die Urkundenschriften ist das Schwesterunternehmen der Chartae Latinae Antiquiores ins Leben gerufen worden.
Als ähnlich angelegtes, chronologisch anschließendes Unternehmen kann der von Bernhard Bischoff erarbeitete, erst postum erschienene Katalog der festländischen Handschriften des neunten Jahrhunderts gelten. Mark Stansbury und David Kelly haben die Einträge in den C.L.A. (einschließlich der Addenda) in einer Datenbank Earlier Latin Manuscripts erfasst; die Einträge berücksichtigen auch neuere Forschungen, z. B. Umdatierungen einiger Handschriften durch Bischoff.

## Autor und Mitarbeiter
Die C.L.A. sind das bedeutendste Werk der Paläographie und das Lebenswerk von Elias Avery Lowe an der University of Oxford und am Institute for Advanced Study in Princeton. Als in Cornell graduierter Altphilologe setzte Lowe ab 1902 seine Studien in Deutschland fort und wurde zum Schüler von Georg Wissowa in Halle, danach von Ludwig Traube in München. Auf Traubes Vorschlag schrieb er seine Dissertation mit dem Titel Die ältesten Kalendarien aus Monte Cassino (1908), die später den Anstoß zu den Codices Latini Antiquiores gab.
Der deutsche Paläograph Bernhard Bischoff begann die Arbeit an den C.L.A. 1933 noch als unbekannter Student. Er übernahm die Bearbeitung der Grenzzeit um 800, die sehr viele Codices umfasst, und arbeitete bis zu seinem Tod am Projekt mit. Ab 1968 arbeitete Virgina Brown am Projekt mit; sie stellte nach Lowes Tod den Supplement-Band fertig, besorgte die postume Publikation der zweiten Auflage des zweiten Bandes und publizierte gemeinsam mit Bischoff Nachträge zu den C.L.A.

## Die Aufgabenstellung
Lowe hatte für seine Dissertation weit mehr Bücher ausgewertet, als von früheren Autoren für vergleichbare Fragestellungen herangezogen worden waren. Es zeigte sich deutlicher als je zuvor, wie breit die alten Manuskripte verstreut waren. Erst nachdem nahezu alle gesichtet sein würden, würde man einen Überblick gewinnen können, was wann und wo verfasst worden war. Und erst dann würde sich die Bedeutung einzelner Schreibschulen für ihre Zeit abschätzen sowie deren Produktion in der Spätantike und im frühen Mittelalter quantifizieren lassen.

## Zur Statistik der Handschriften

### Zeitliche und räumliche Verteilung
Mit allen Ergänzungen enthält der Katalog heute 1.884 Bücher, die Anzahl der Titel, also der eigentlichen Handschriften, beträgt deutlich über 2.000, meist sind es Fragmente. Vor der Mitte des 4. Jahrhunderts datieren ausschließlich archäologische Funde, danach, bis 800, herrschen theologische Titel absolut vor. Im 6. und 7. Jahrhundert erlosch das Kopieren oder Erstellen säkularer Texte beinahe vollständig.
Erstaunlich sind die Daten aus Italien: Für die Zeit vor 350 ist der Verlust total, wobei aber zu beachten ist, dass bis ins 3. Jahrhundert nicht der Kodex, sondern die Papyrusrolle die normale Buchform war. Danach,  zwischen 400 und 800, zeigt sich eine praktisch konstante Buchproduktion, ein lineares Anwachsen der Überlieferungsmenge. Die extremen Wirren der Völkerwanderungszeit und der vernichtende Krieg mit Byzanz im 6. Jahrhundert scheinen weder die Produktion noch die Verlustrate der italienischen Klöster wesentlich beeinflusst zu haben.
Die italienischen Codices (und davon fast nur theologische) wurden ins ganze christliche Europa exportiert, bis dort selbst die Produktion anlief. In Frankreich geschah dies ab etwa 650, in England und Irland ungefähr ab 730 und in Deutschland und der Schweiz erst gegen 800. Für das 5. bis Mitte des 7. Jahrhunderts sieht man einen starken Fluss von Italien nach Frankreich. Für das 8. Jahrhundert ist ein deutlicher Fluss an Codices von Frankreich und England/Irland nach Deutschland auffallend. Dies waren vor allem theologische Werke. Eine Bewegung heidnischer Klassiker kann für den gesamten geografischen und zeitlichen Bereich der C.L.A. statistisch nicht nachgewiesen werden. Die im Bewegungsmuster erfassten 14 Klassiker sind wahrscheinlich erst später oder als Palimpsest migriert.

### Grafiken

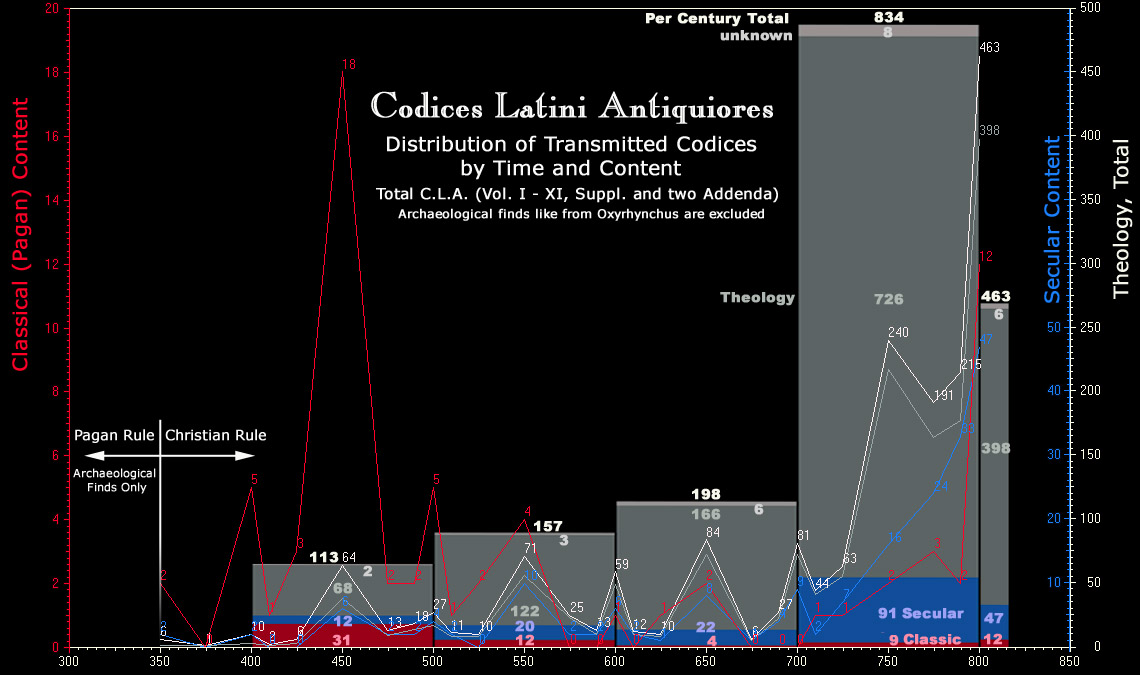
CLA Statistik der Produktion: nach Inhalt
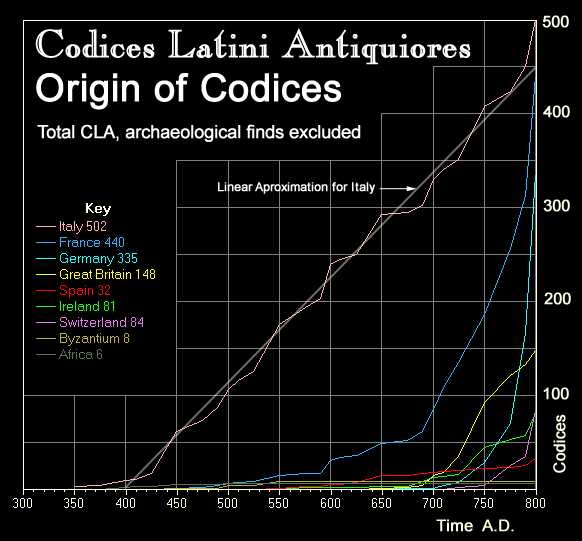
CLA Statistik der Produktion: nach Herkunft
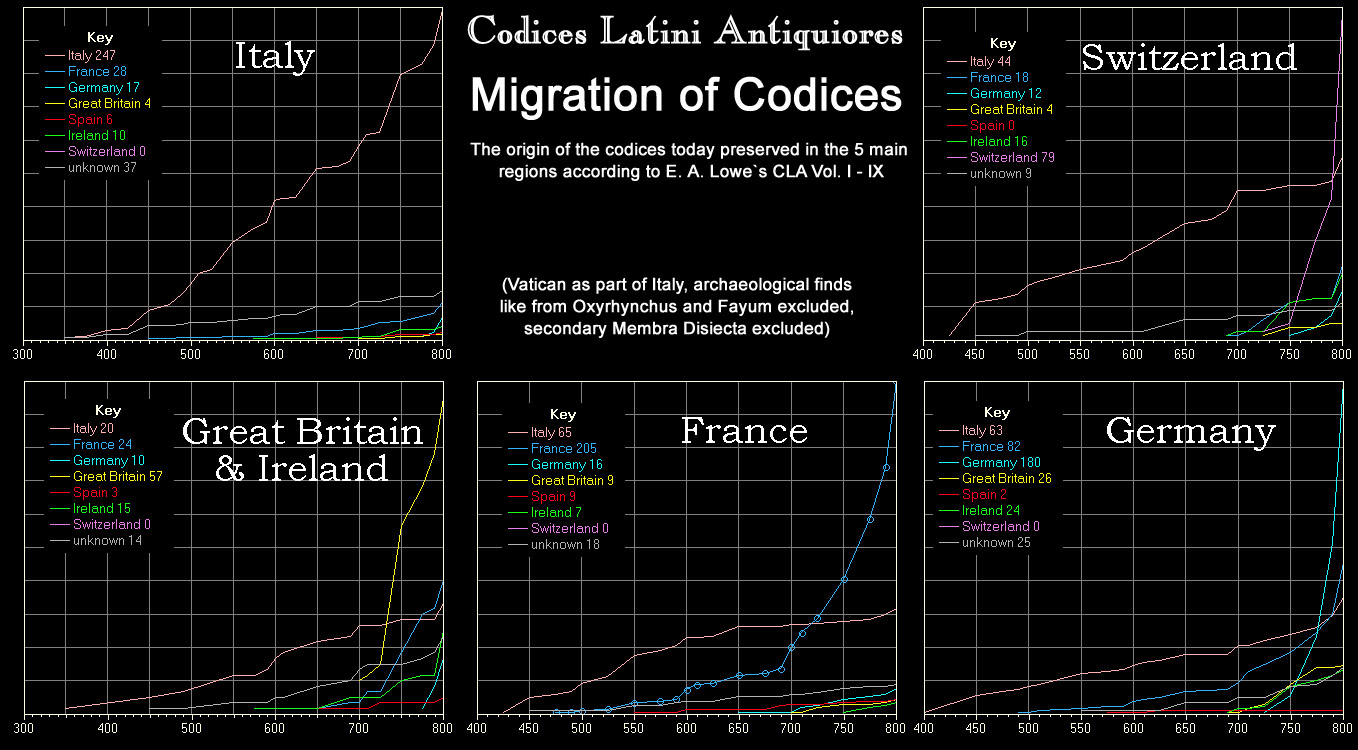
CLA Statistik der Wanderung: Lagerung nach Herkunft
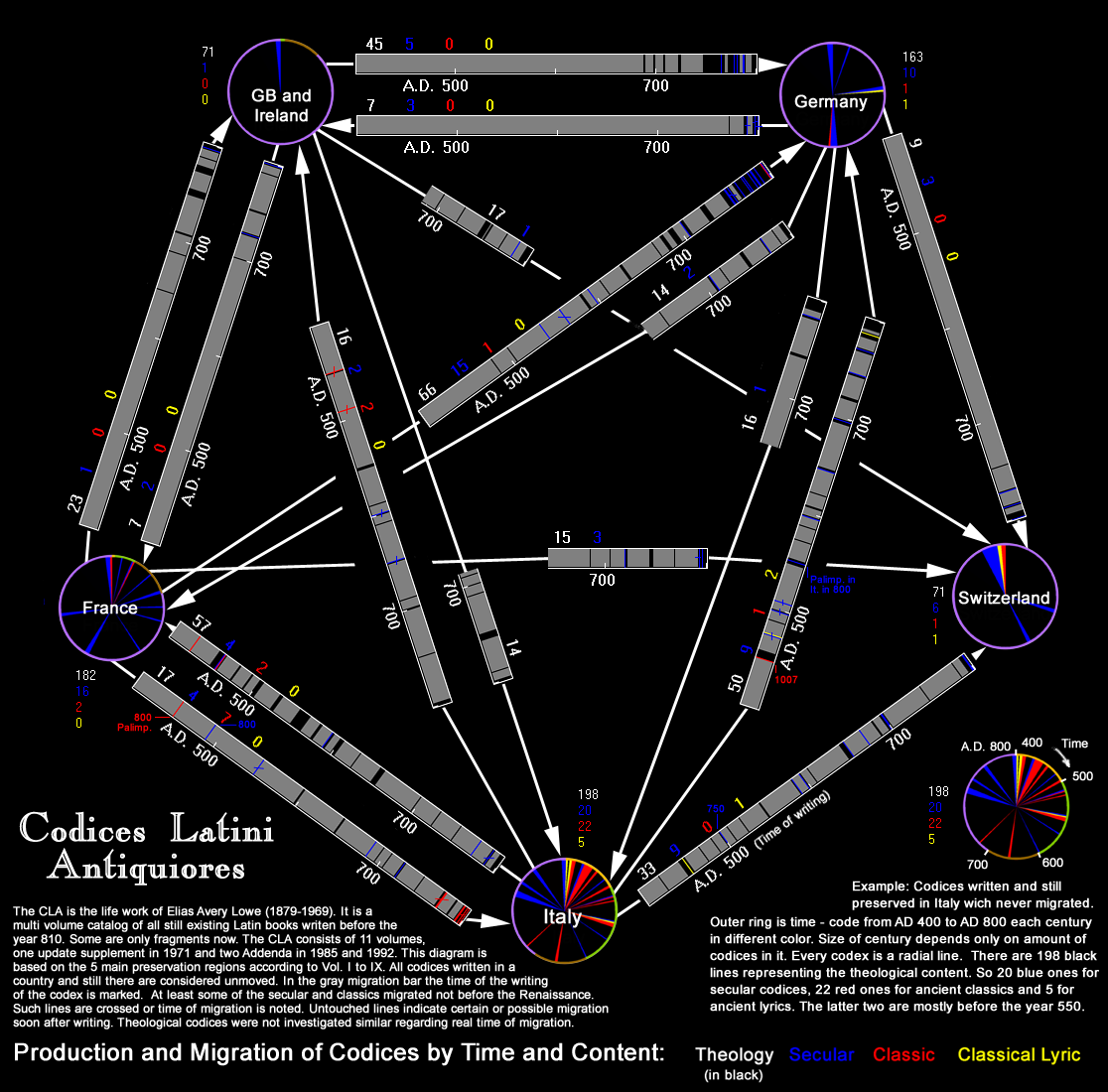
CLA Statistik der Wanderung: Produktions- und Bewegungsmuster nach Inhalt

## Bibliographische Angaben (C.L.A.-Bände, Supplementband und Addenda)
Codices Latini Antiquiores. A palaeographical guide to Latin manuscripts prior to the ninth century, herausgegeben von Elias Avery Lowe:
- The Vatican City, Oxford 1934 (Codices Latini Antiquiores 1).
- Great Britain and Ireland, Oxford 1935; 2. Auflage 1972 (Codices Latini Antiquiores 2).
- Italy. Ancona – Novara, Oxford 1938 (Codices Latini Antiquiores 3); Digitalisat.
- Italy. Perugia – Verona, Oxford 1947 (Codices Latini Antiquiores 4); Digitalisat.
- France. Paris, Oxford 1950 (Codices Latini Antiquiores 5); Digitalisat.
- France. Abbeville – Valenciennes, Oxford 1953 (Codices Latini Antiquiores 6); Digitalisat.
- Switzerland, Oxford 1956 (Codices Latini Antiquiores 7); Digitalisat.
- Germany. Altenburg – Leipzig, Oxford 1959 (Codices Latini Antiquiores 8); Digitalisat.
- Germany. München – Zittau, Oxford 1959 (Codices Latini Antiquiores 9); Digitalisat.
- Austria, Belgium, Czechoslovakia, Denmark, Egypt and Holland, Oxford 1963 (Codices Latini Antiquiores 10).
- Hungary, Luxembourg, Poland, Russia, Spain, Sweden, USA and Yugoslawia, Oxford 1966 (Codices Latini Antiquiores 11).
- Supplement, Oxford 1971 (Codices Latini Antiquiores 12).
- Index of scripts. Compiled by Rutherford Aris. Zeller: Osnabrück 1982.
- Bernhard Bischoff, Virginia Brown: Addenda to Codices latini antiquiores. Toronto 1985. (Sonderdruck aus: Mediaeval Studies 47, 1985, S. 317–366; doi:10.1484/J.MS.2.306329).
- Bernhard Bischoff, Virginia Brown, James J. John: Addenda to Codices latini antiquiores (II). Toronto 1992 (Sonderdruck aus: Mediaeval Studies 54, 1992, S. 286–307; doi:10.1484/J.MS.2.306399).

## Weblink
- Tools for studying the scripts of the oldest Latin manuscripts (aufgerufen am 16. Mai 2024).